# Даријо Срна
Даријо Срна (Метковић, 1. мај 1982) бивши је хрватски фудбалер. Играо је на позицији десног бека.

## Каријера
Срна је каријеру почео у ГОШК-у из Габеле, наставио у Неретви из родног Метковића, а потом се преселио у сплитски Хајдук, у којем је провео прве четири сезоне. Са Хајдуком је био првак 2001. године и два пута је освајао Куп Хрватске. Након Хајдука, прелази у Шахтјор из Доњецка где је провео највећи део каријере, чак 15 година. Срна је за Шахтјор одиграо укупно 536 утакмица, постигао 49 погодака и освојио 26 трофеја. Сезону 2018/19. је провео у екипи Каљарија. Играчку каријеру је завршио у јуну 2019. године.
За репрезентацију Хрватске је дебитовао крајем 2002. године у утакмици против Румуније. За национални тим је од 2002. до 2016. године одиграо 134 утакмице и постигао 22 гола. Играо је на четири Европска првенства – 2004, 2008, 2012. и 2016. године као и на два Светска првенства – 2006. и 2014. године.

## Трофеји

### Хајдук Сплит
- Првенство Хрватске (1): 2000/01.
- Куп Хрватске (2): 1999/00, 2002/03.

### Шахтјор
- Куп УЕФА (1): 2008/09.
- Првенство Украјине (10): 2004/05, 2005/06, 2007/08, 2009/10, 2010/11, 2011/12, 2012/13, 2013/14, 2016/17, 2017/18.
- Куп Украјине (7):  2007/08, 2010/11, 2011/12, 2012/13, 2015/16, 2016/17, 2017/18.
- Суперкуп Украјине (8): 2005, 2008, 2010, 2012, 2013, 2014, 2015, 2017